# Keezer See
Der Keezer See ist ein See auf dem Gemeindegebiet von Brüel und Kloster Tempzin in Mecklenburg-Vorpommern innerhalb der Sternberger Seenlandschaft.
Der See entstand in der Pommerschen Staffel der Weichseleiszeit zwischen Sander der Haupteisrandlage und Grundmoräne des maximalen Eisvorstoßes.
Der namensgebende Ort Keez liegt auf einer Halbinsel am südlichen Ufer des Sees. Am Nordufer liegt der Ortsteil Häven der Gemeinde Kloster Tempzin.
Der nährstoffreiche Flachsee hat bei einer Ausdehnung von etwa drei Kilometern in Ost-West-Richtung eine Breite von maximal 650 Metern und eine Fläche von 117 Hektar. Die Wasserfläche liegt 20,1 m ü. NHN. Die Umgebung des Sees wird landwirtschaftlich genutzt. Das Angeln ist möglich.
Das Ufer ist teilweise mit einem schmalen Waldstreifen bewachsen.